# Anarchia dei 12 signori della guerra
L'Anarchia dei 12 signori della guerra (in vietnamita:Loạn 12 sứ quân o Loạn Thập nhị sứ quân), detta anche Periodo dei 12 signori della guerra, fu un periodo di caos e guerra civile nella storia del Vietnam, dal 960 al 968 durante la Dinastia Ngô, per il conflitto sorto dopo la morte di re Ngô Quyền. Questo periodo è talvolta chiamato semplicemente Dodici signori della guerra.

## Storia
Secondo gli annali di Đại Việt sử lược, Ngô Quyền divenne re del Tĩnh Hải quân (come il Vietnam era chiamato all'epoca) dopo aver sconfitto lo Stato dell'Han del sud nel 939 ed aver dichiarato la propria indipendenza dalla secolare dominazione cinese. Dopo la morte di Ngô Quyền nel 944, suo cognato Dương Tam Kha, che aveva servito come reggente per il figlio del re, il principe Ngô Xương Ngập, usurpò il trono e si proclamò re col titolo di Dương Bình Vương, governando dal 944 al 950. Come risultato, il principe Ngô Xương Ngập venne costretto ad abbandonare il trono ed a rifugiasi nella campagna. Il fratello minore del principe, il principe Ngô Xương Văn venne adottato da Dương Tam Kha.
Per l'ascesa illegittima di Dương Tam Kha, molti signori locali si ribellarono entrando in conflitto diretto con la corte. Re Dương Tam Kha inviò un esercito guidato dal principe Ngô Xương Văn a sopprimere la ribellione. Ad ogni modo, con l'esercito al suo comando, il principe pensò di tornare indietro e sconfiggere il sovrano stesso nel 950. Piuttosto che comminare pene severe, Ngô Xương Văn perdonò Dương Tam Kha ma lo degradò al semplice titolo di signore. Ngô Xương Văn venne quindi incoronato re col titolo di Nam Tấn Vương, ed inviò dei messaggeri a cercare il suo fratello maggiore che ancora si nascondeva. Nel 951, Ngô Xương Ngập ritornò e venne incoronato re col titolo di Thiên Sách Vương assieme a suo fratello come co-reggente del paese. Sfortunatamente questa co-reggenza durò poco dal momento che nel 954, il fratello maggiore re Ngô Xương Ngập morì di malattia.
Malgrado il ritorno dei legittimi eredi al trono, le ribellioni continuarono ad affliggere il paese. Nel 965, nel tentativo di acquietare la ribellione, re Ngô Xương Văn venne ucciso a Bố Hải Khẩu (attuale Provincia di Thái Bình). Il principe Ngô Xưong Xí, figlio di re Ngô Xương Văn, ereditò il trono ma non poté tenerlo con la medesima autorità di suo padre. Si ritirò nell'area di Bình Kiều e divenne signore in loco. Con la fine della dinastia Ngô, il Vietnam venne diviso in 12 regioni, ciascuna amministrata da un diverso signore della guerra, fatto che intensificò ulteriormente i conflitti che presero un carattere nazionale.
Đinh Bộ Lĩnh, figlio adottivo del signore Trần Lãm che governava la regione di Bố Hải Khẩu, succedette a Lãm dopo la sua morte. Nel 968, Đinh Bộ Lĩnh sconfisse gli altri undici signori della guerra, prendendo quindi il controllo dell'intero Stato. Nel medesimo anno, Đinh Bộ Lĩnh ascese al trono proclamandosi imperatore col titolo di Đinh Tiên Hoàng, fondando la Dinastia Đinh, e rinominando lo Stato Đại Cồ Việt. Spostò la capitale a Hoa Lư (odierna Ninh Bình).

## Elenco dei 12 signori della guerra
1. Ngô Xương Xí (吳昌熾) reggente di Bình Kiều, attuale Khoái Châu, Provincia di Hưng Yên.
2. Đỗ Cảnh Thạc (杜景碩) chiamato Duca Đỗ Cảnh, reggente di Đỗ Động Giang, attuale Thanh Oai, Hà Nội.
3. Trần Lãm (陳覽) chiamato Duca Trần Minh, reggente di Bố Hải Khấu, Kỳ Bố, Provincia di Thái Bình.
4. Kiều Công Hãn (矯公罕) chiamato Kiều Tam Chế, reggente di Phong Châu – Bạch Hạc, Provincia di Phú Thọ
5. Nguyễn Khoan (阮寬) chiamato Nguyễn Thái Bình, reggente di Tam Đái - Vĩnh Tường, Provincia di Vĩnh Phúc
6. Ngô Nhật Khánh (吳日慶) chiamato Duca Ngô Lãm, reggente di Đường Lâm, Hà Nội
7. Lý Khuê (李奎) chiamato Lý Lãng, reggente di Siêu Loại - Thuận Thành, Provincia di Bắc Ninh.
8. Nguyễn Thủ Tiệp (阮守捷) chiamato Duca Nguyễn Lệnh, reggente di Tiên Du, Provincia di Bắc Ninh
9. Lã Đường (呂唐) chiamato Duca Lã Tá, reggente di Tế Giang - Văn Giang, Provincia di Hưng Yên
10. Nguyễn Siêu (阮超) chiamato Duca Nguyễn Hữu, reggente di Tây Phù Liệt - Thanh Trì, Hà Nội
11. Kiều Thuận (矯順) chiamato Duca Kiều Lệnh, reggente di Hồi Hồ - Cẩm Khê, Hà Nội
12. Phạm Bạch Hổ (範白虎) chiamato Phạm Phòng Át, reggente di Đằng Châu, Provincia di Hưng Yên.

Di questi, Ngô Xương Xí e Ngô Nhật Khánh erano nobili appartenenti alla dinastia Ngô, Phạm Bạch Hổ, Đỗ Cảnh Thạc, Kiều Công Hãn erano ufficiali al servizio della dinastia Ngô. I restanti erano considerati proprietari terrieri locali o nobili delle regioni settentrionali che anticamente appartenevano alla Cina.

## Đinh Bộ Lĩnh
In principio, Đinh Bộ Lĩnh riuscì ad emergere come forza indipendente, ma successivamente seguì Trần Lãm, divenendo suo generale subordinato. Considerando che Đinh Bộ Lĩnh era il più ragionevole dei capi in quella circostanza, Trần Lãm ritiratosi, gli concesse tutti i poteri. Đinh Bộ Lĩnh guidò il suo esercito ad occupare Hoa Lư che divenne poi la capitale nazionale. Alcuni anni dopo, uno dopo l'altro, i signori della guerra vennero sconfitti o dovettero soccombere a lui per divenire generali sotto la sua bandiera come ad esempio:
1. Phạm Bạch Hổ sciolse il suo esercito e seguì Đinh Bộ Lĩnh.
2. Ngô Xương Xí e Ngô Nhật Khánh si arresero.
3. Nguyễn Siêu, Nguyễn Thủ Tiệp, Kiều Công Hãn, Lã Đường, Kiều Thuận e Đỗ Cảnh Thạc combatterono sino alla morte e vennero poi uccisi.
4. L'esercito di Nguyễn Khoan, Lý Khuê spontaneamente si disintegrò e la posizione del suo capo non venne chiarita.

Đinh Bộ Lĩnh venne rispettato come Vạn Thắng Vương (萬勝王, Wànshèng Wáng, letteralmente il re delle diecimila vittorie) per le continue vittorie conseguite sul campo di battaglia.
Nel 968, l'era si concluse e venne rimpiazzata dall'era della Dinastia Đinh.